# Phở
Cette page contient des caractères spéciaux ou non latins. S’ils s’affichent mal (▯, ?, etc.), consultez la page d’aide Unicode.
Ne doit pas être confondu avec Lê Phổ.
Le phở (en API : /fɤ˧˩˧/ , prononcé « feu » avec un ton descendant-montant) également appelé pho ou soupe tonkinoise, est un plat traditionnel de cuisine vietnamienne, à base de bouillon de viande et de nouilles de riz, agrémentés de divers ingrédients. Le phở se cuisine traditionnellement avec du bœuf ou encore du poulet. On ne trouve généralement pas de version végétarienne, puisque le bouillon est à base de viande.
Le nom phở pourrait venir du mot français pot-au-feu, en rapport avec l'époque de l'Indochine où la colonisation française a grandement influencé la langue vietnamienne, qui comporte maintenant de nombreux mots d'origine française. Le mot pourrait également venir de la corruption du dernier caractère du cantonais « 牛肉粉 » (jyutping : ngau⁴ juk⁶ fan²), désignant une soupe de nouilles au bœuf. [réf. souhaitée]
Ce plat national emblématique du Viêt Nam peut se consommer à tout moment de la journée,,.

## Histoire
Les origines du phở sont mal connues. Cette recette de la province de Nam Định, à une centaine de kilomètres d'Hanoï, au nord du Viêt Nam, serait inspirée au XIXe siècle du pot-au-feu emblématique de la cuisine française,,,,.

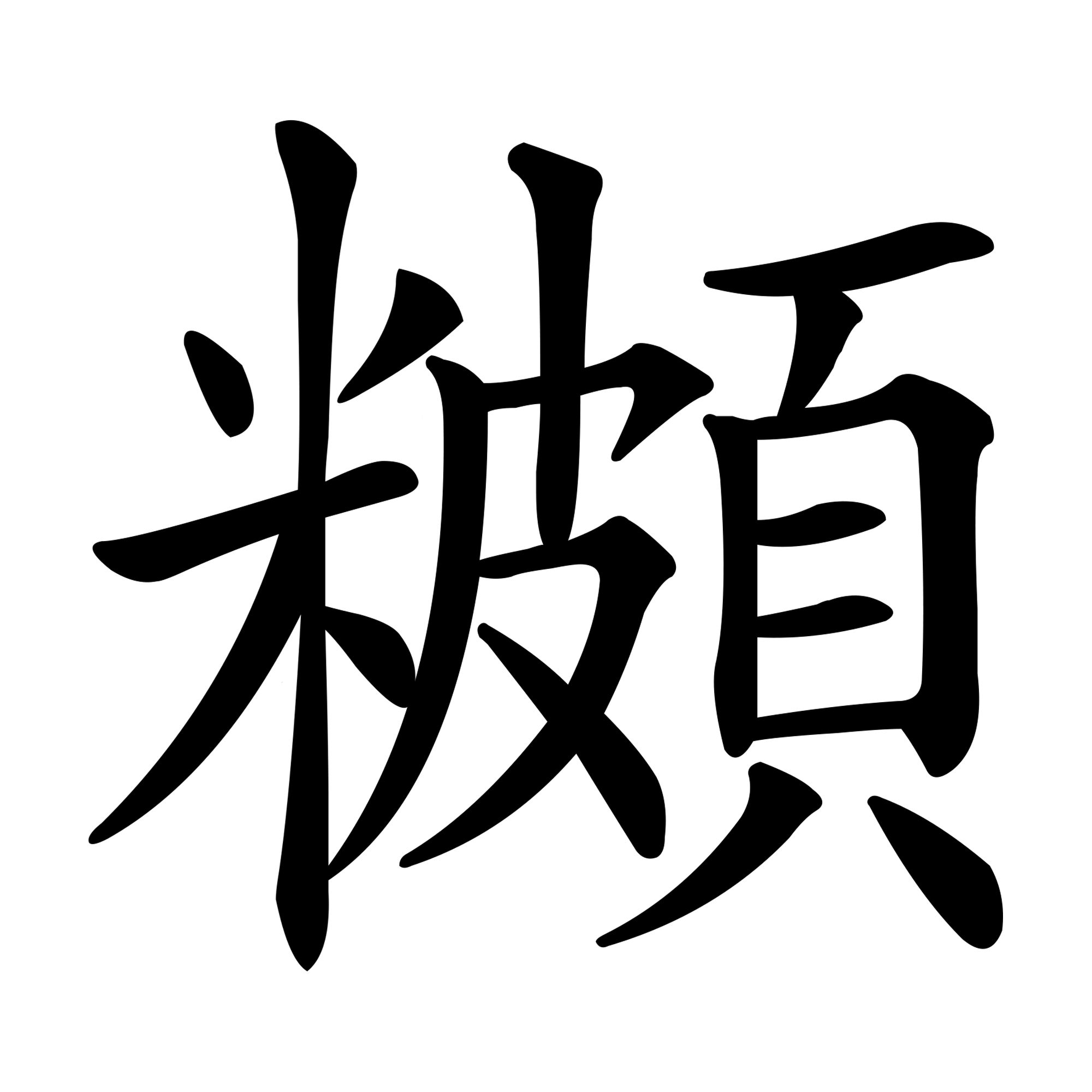
le caractère « Phở » en Chữ Nôm

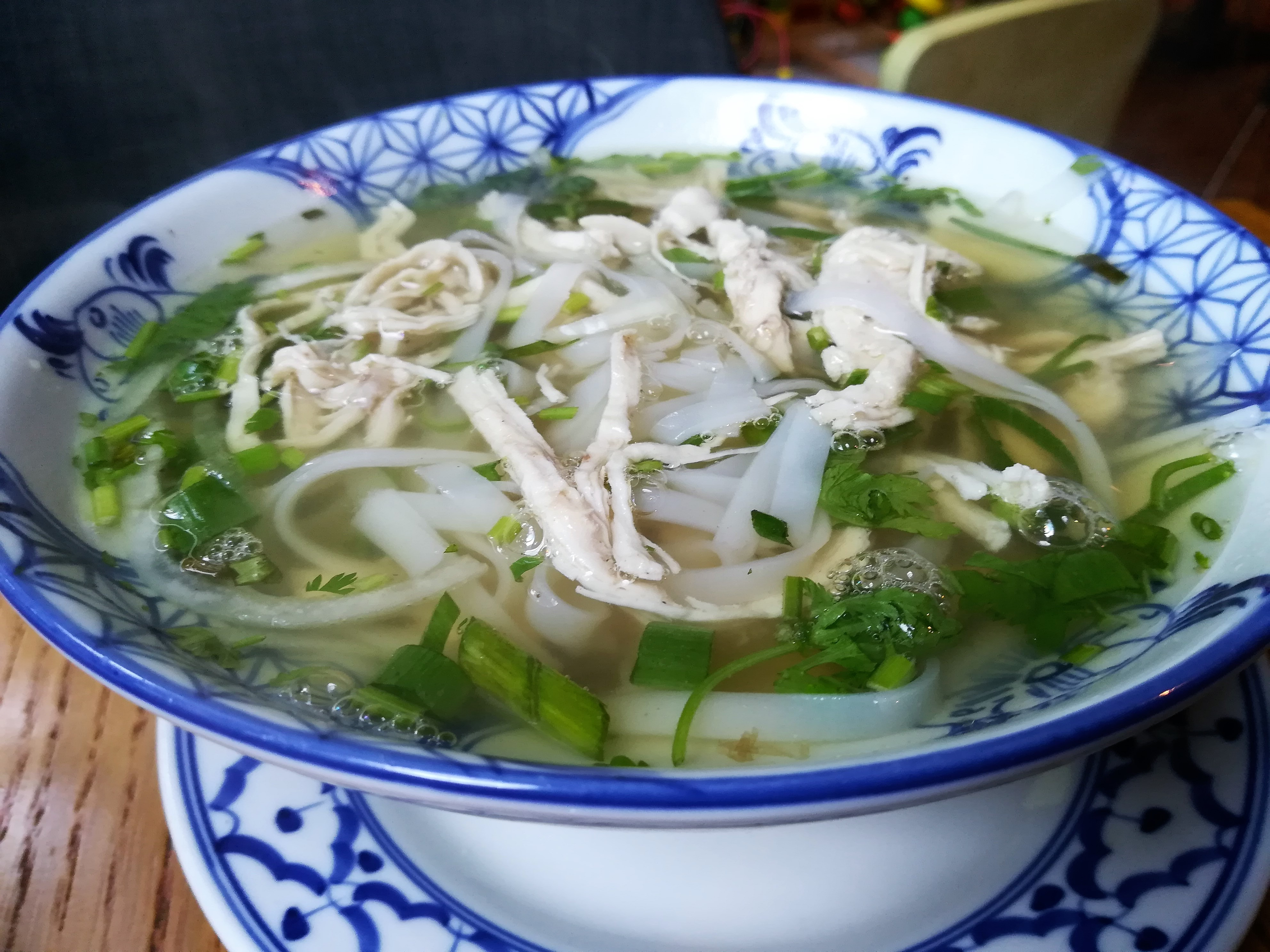
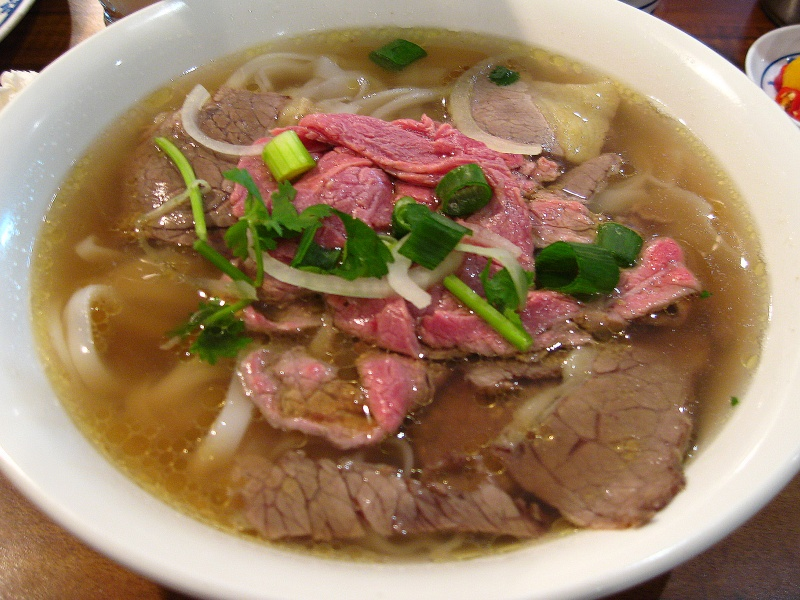
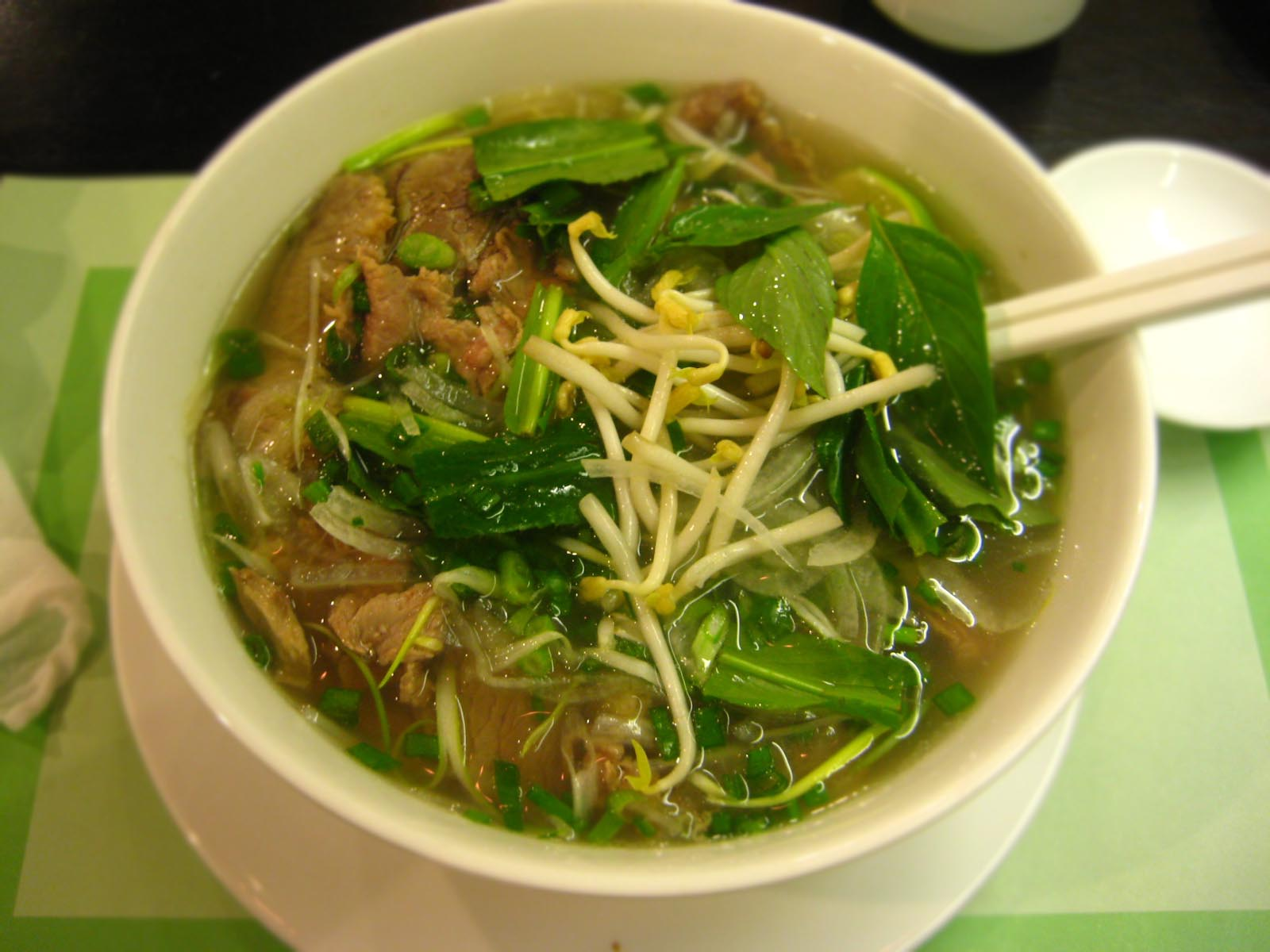

Il est consommé de façon très différente au nord et au sud. Au nord, le bouillon est roi, alors que le phở du sud est cuisiné avec plus d’ingrédients et de garnitures (herbes aromatiques, oignon émincé au vinaigre, pousses de haricot mungo…),,.

## Ingrédients et préparation

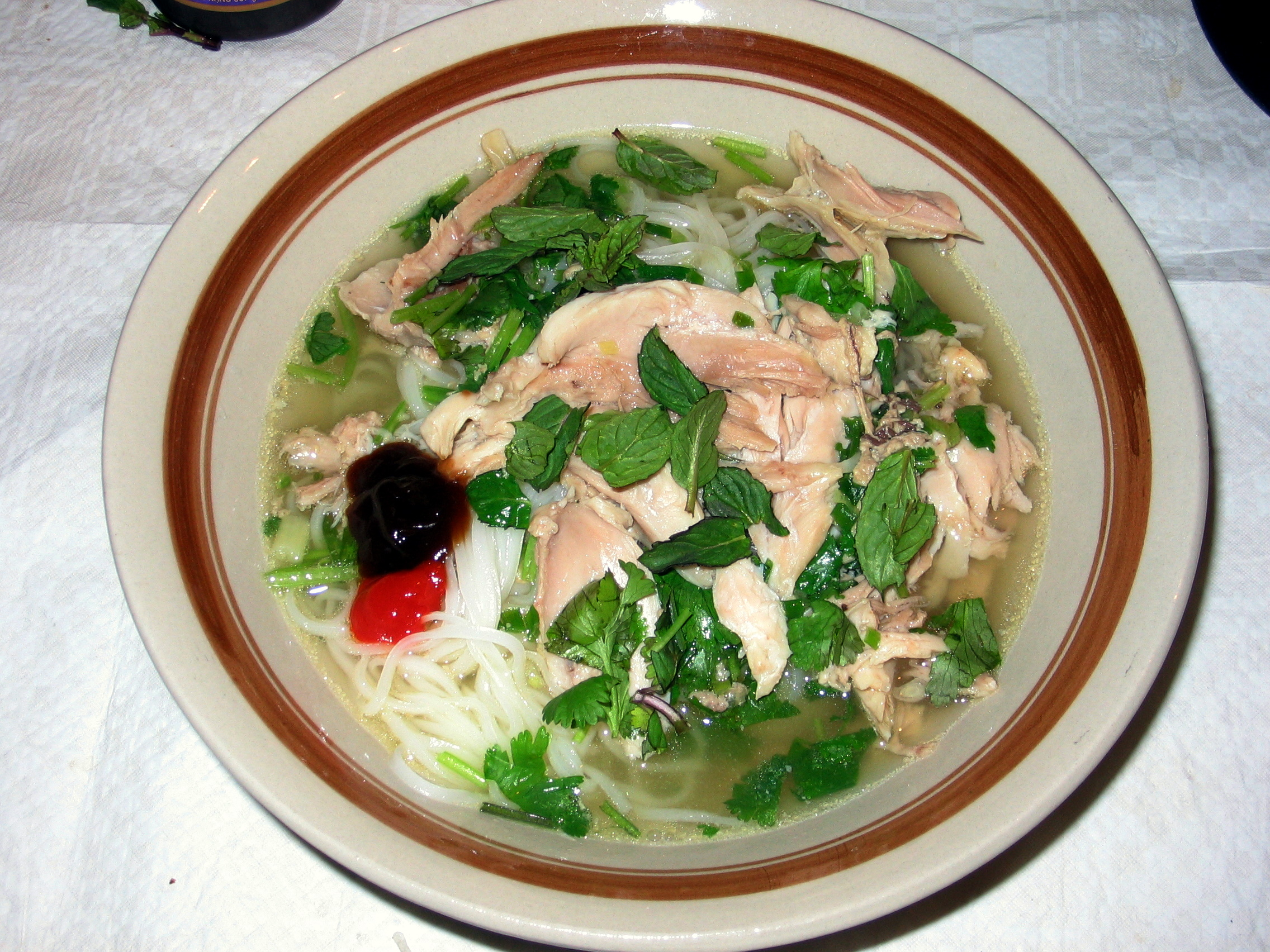

Le phở est cuisiné à base de bouillon de bœuf (ou de poulet) avec du jarret et des os à moelle, cuit à feu doux pendant au moins six heures, avec de la badiane chinoise, des bâtonnets de cannelle, du gingembre et de l'oignon grillés, de la cardamome brune et parfois des clous de girofle.

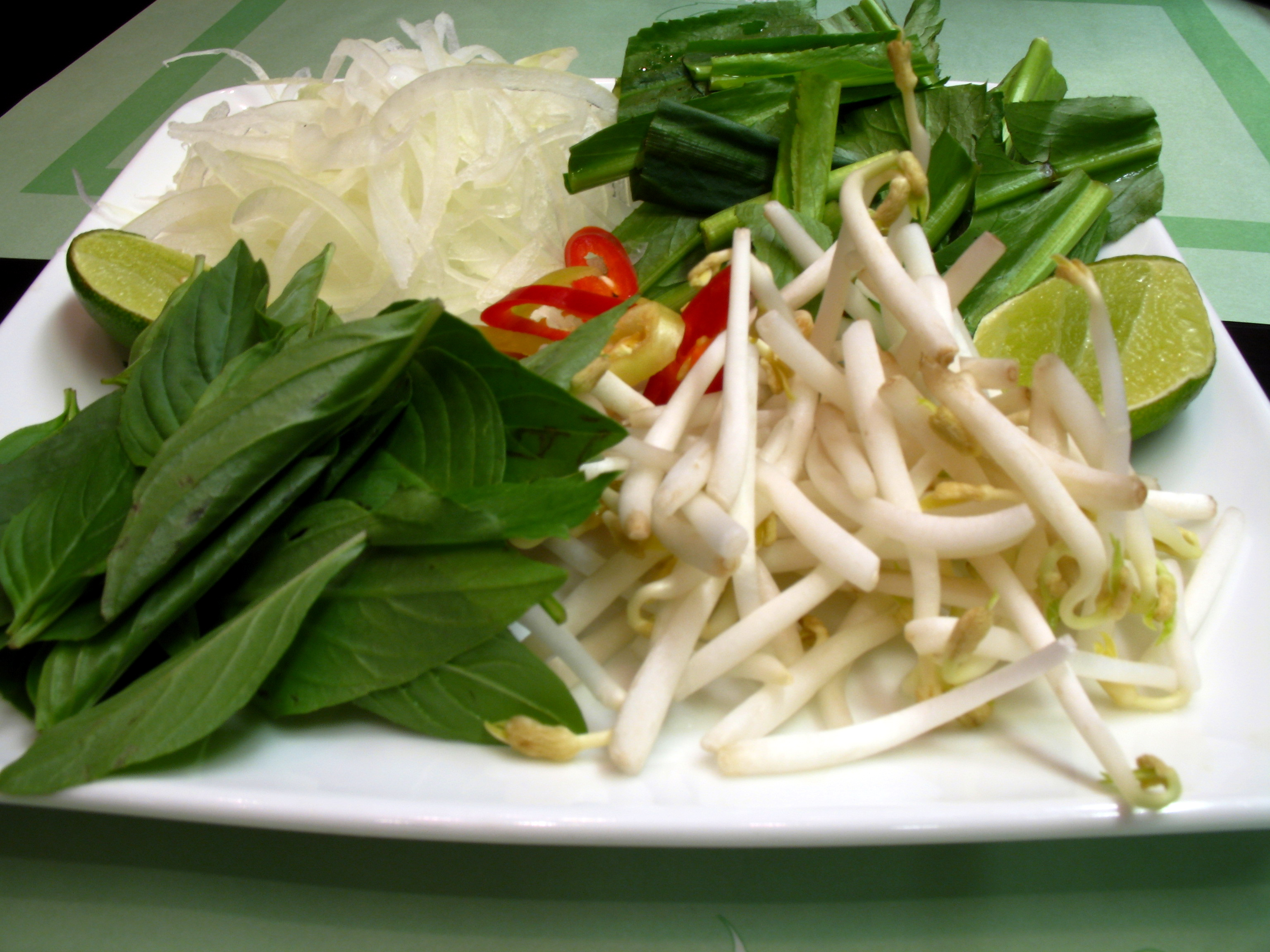
Pousses de haricot mungo, oignon, piment, basilic thaï, coriandre chinoise et citron vert, accompagnant la soupe phở (variante sud).

Dans le nord du Viêt Nam, une version moins épicée du phở, est cuisinée uniquement avec de la coriandre, des oignons nouveaux et du piment frais.
On y ajoute des nouilles de riz, de la viande de bœuf (ou du poulet) coupée en fines tranches : plat de côtes, macreuse, poitrine, flanchet, rumsteck cru, en fines tranches, qui cuiront dans le bouillon, avec des boulettes de bœuf et parfois des tripes.
Le phở est assaisonné à la dernière minute de jus de citron ou de lime, de feuilles de basilic thaï, de coriandre, de ciboulette asiatique, de coriandre longue et de rondelles de piment oiseau. On peut également y ajouter de la sauce hoisin ou de la sriracha. Un bol d'oignons au vinaigre et de pousses de haricot mungo est généralement servi en accompagnement.
Au Viêt Nam, des vendeurs de phở se trouvent facilement à tous les coins de rue dès l'aube.